# George Meeker

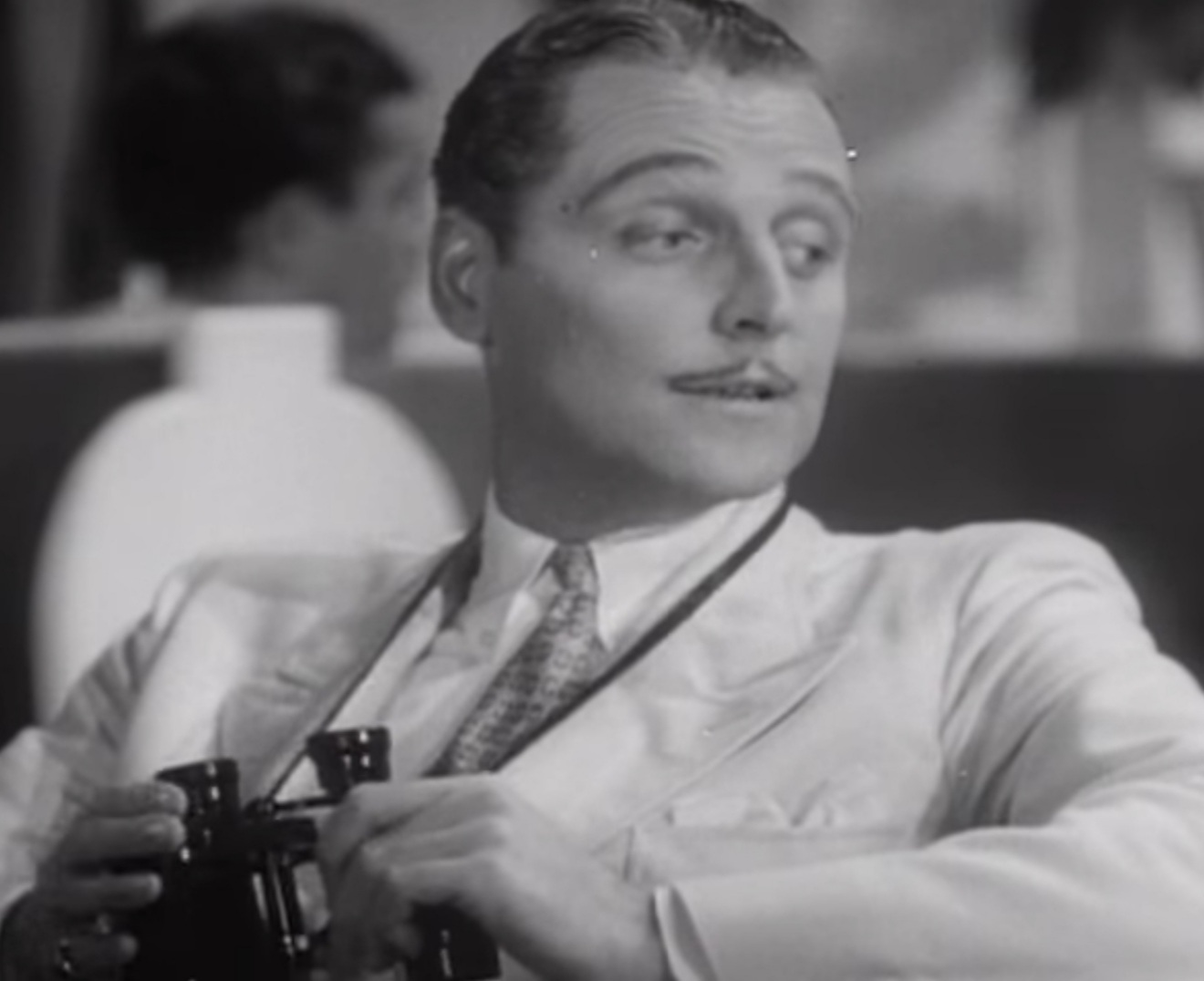
George Meeker (1938)

George Meeker (5. března 1904 Brooklyn – 19. srpna 1984 Carpinteria) byl americký charakterní filmový a broadwayský herec.
Absolvoval American Academy of Dramatic Arts a objevil se v několika filmech, jako jsou Crime, Inc. (1945) a A Thief in the Dark (1928). Zahrál si také neuvedenou roli ve filmu All Through the Night (1941).
Meeker má hvězdu na Hollywoodském chodníku slávy na adrese 6101 Hollywood Boulevard, v sekci věnované filmu.
Na Broadwayi se objevil v divadelních inscenacích, jako byly Conflict (1929), Back Here (1928), Judy (1927), A Lady's Virtue (1925) a Judy Drops In (1924).

## Filmografie
- Four Sons (1928)
- The Escape (1928)
- A Thief in the Dark (1928)
- Chicken a La King (1928)
- Girl-Shy Cowboy (1928)
- Strictly Dishonorable (1931)
- Emma (1932)
- Fireman, Save My Child (1932)
- A Fool's Advice (1932)
- The Misleading Lady (1932)
- The Famous Ferguson Case (1932)
- The First Year (1932)
- Back Street (1932)
- Blessed Event (1932)
- Vanity Street (1932)
- Afraid to Talk (1932)
- The Match King (1932)
- Sweepings (1933)
- Pick-Up (1933)
- Night of Terror (1933)
- Song of the Eagle (1933)
- The Life of Jimmy Dolan (1933)
- Double Harness (1933)
- Chance at Heaven (1933)
- Only Yesterday (1933)
- King for a Night (1933)
- Hi, Nellie! (1934)
- Dark Hazard (1934)
- Hips, Hips, Hooray! (1934)
- Ever Since Eve (1934)
- Melody in Spring (1934)
- Uncertain Lady (1934)
- I Believed in You (1934)
- Little Man, What Now? (1934)
- Paris Interlude (1934)
- The Dragon Murder Case (1934)
- The Richest Girl in the World (1934)
- Against the Law (1934)
- Broadway Bill (1934)
- Bachelor of Arts (1934)
- Murder on a Honeymoon (1935)
- The Wedding Night (1935)
- Oil for the Lamps of China (1935)
- Don't Bet on Blondes (1935)
- Dante's Inferno (1935)
- Welcome Home (1935)
- Manhattan Butterfly (1935)
- Murder by Television (1935)
- The Rainmakers (1935)
- Remember Last Night? (1935)
- If You Could Only Cook (1935)
- Don't Get Personal (1936)
- Tango (1936)
- The Country Doctor (1936)
- In Paris, A.W.O.L. (1936)
- Mr. Deeds Goes to Town (1936)
- Gentle Julia (1936)
- Neighborhood House (1936)
- Walking on Air (1936)
- Wedding Present (1936)
- Career Woman (1936)
- Beware of Ladies (1936)
- History Is Made at Night (1937)
- The Man Who Found Himself (1937)
- On Again-Off Again (1937)
- Stella Dallas (1937)
- Escape by Night (1937)
- Music for Madame (1937)
- The Westland Case (1937)
- Tarzan's Revenge (1938)
- Change of Heart (1938)
- Reckless Living (1938)
- Danger on the Air (1938)
- Having Wonderful Time (1938)
- Marie Antoinette (1938)
- Smashing the Rackets (1938)
- Slander House (1938)
- Crime Takes a Holiday (1938)
- Long Shot (1939)
- Wings of the Navy (1939)
- Rough Riders' Round-up (1939)
- The Lady and the Mob (1939)
- The Kid from Texas (1939)
- It's a Wonderful World (1939)
- Undercover Doctor (1939)
- The Jones Family in Hollywood (1939)
- Stunt Pilot (1939)
- Everything's on Ice (1939)
- The Roaring Twenties (1939)
- A Child Is Born (1939)
- Nick Carter, Master Detective (1939)
- All Women Have Secrets (1939)
- Gone with the Wind (1939)
- Escape to Paradise (1939)
- Swanee River (1939)
- Free, Blonde and 21 (1940)
- Sandy Is a Lady (1940)
- Yesterday's Heroes (1940)
- A Night at Earl Carroll's (1940)
- Michael Shayne, Private Detective (1940)
- High Sierra (1941)
- The Singing Hill (1941)
- Affectionately Yours (1941)
- Love Crazy (1941)
- Mountain Moonlight (1941)
- Hurricane Smith (1941)
- Dive Bomber (1941)
- Marry the Boss's Daughter (1941)
- The Body Disappears (1941)
- You're in the Army Now (1941)
- All Through the Night (1942)
- Captains of the Clouds (1942)
- The Male Animal (1942)
- Murder in the Big House (1942)
- Larceny, Inc. (1942)
- Yankee Doodle Dandy (1942)
- Spy Ship (1942)
- Wings for the Eagle (1942)
- The Gay Sisters (1942)
- Secret Enemies (1942)
- Busses Roar (1942)
- You Can't Escape Forever (1942)
- Casablanca (1942)
- The Ox-Bow Incident (1943)
- Son of Dracula (1943)
- Up in Arms (1944)
- Take It Big (1944)
- Silent Partner (1944)
- Seven Doors to Death (1944)
- Song of Nevada (1944)
- The Port of 40 Thieves (1944)
- Marriage Is a Private Affair (1944)
- Bowery to Broadway (1944)
- I Accuse My Parents (1944)
- Dead Man's Eyes (1944)
- The Big Show-Off (1945)
- Eadie Was a Lady (1945)
- Brenda Starr, Reporter (1945)
- Docks of New York (1945)
- A Guy, a Gal and a Pal (1945)
- Crime, Inc. (1945)
- Blonde Ransom (1945)
- Mr. Muggs Rides Again (1945)
- Crime Doctor's Warning (1945)
- Come Out Fighting (1945)
- Northwest Trail (1945)
- Black Market Babies (1945)
- The Red Dragon (1945)
- Just Before Dawn (1946)
- Murder Is My Business (1946)
- The People's Choice (1946)
- Chick Carter, Detective (1946)
- Below the Deadline (1946)
- Angel on My Shoulder (1946)
- Her Sister's Secret (1946)
- Home in Oklahoma (1946)
- Apache Rose (1947)
- Smash-Up, the Story of a Woman (1947)
- Road to Rio (1947)
- The Gay Ranchero (1948)
- King of the Gamblers (1948)
- The Dude Goes West (1948)
- Superman (1948)
- Silver Trails (1948)
- One Touch of Venus (1948)
- The Denver Kid (1948)
- Words and Music (1948)
- The Crime Doctor's Diary (1949)
- Omoo-Omoo, the Shark God (1949)
- Sky Liner (1949)
- Ranger of Cherokee Strip (1949)
- The Invisible Monster (1950)
- Twilight in the Sierras (1950)
- Spoilers of the Plains (1951)
- Wells Fargo Gunmaster (1951)
- Government Agents vs. Phantom Legion (1951)
- Honeychile (1951)